# Джермантаун (Іллінойс)
Джермантаун (англ. Germantown) — селище (англ. village) в США, в окрузі Клінтон штату Іллінойс. Населення — 1324 особи (2020).

## Географія
Джермантаун розташований за координатами 38°33′19″ пн. ш. 89°32′26″ зх. д. / 38.55528° пн. ш. 89.54056° зх. д. (38.555238, -89.540514).  За даними Бюро перепису населення США в 2010 році селище мало площу 2,25 км², уся площа — суходіл. В 2017 році площа становила 2,62 км², уся площа — суходіл.

## Демографія
Згідно з переписом 2010 року, у селищі мешкало 1269 осіб у 506 домогосподарствах у складі 347 родин. Густота населення становила 565 осіб/км².  Було 530 помешкань (236/км²).
Расовий склад населення:
| - 96,0 % — білих - 0,7 % — корінних американців - 0,2 % — чорних або афроамериканців - 2,1 % — осіб інших рас |

До двох чи більше рас належало 0,9 %. Частка іспаномовних становила 3,7 % від усіх жителів.
За віковим діапазоном населення розподілялося таким чином: 24,7 % — особи молодші 18 років, 58,8 % — особи у віці 18—64 років, 16,5 % — особи у віці 65 років та старші. Медіана віку мешканця становила 39,8 року. На 100 осіб жіночої статі у селищі припадало 99,2 чоловіків;  на 100 жінок у віці від 18 років та старших — 99,4 чоловіків також старших 18 років.
Середній дохід на одне домашнє господарство  становив 70 815 доларів США (медіана — 55 000), а середній дохід на одну сім'ю — 88 934 долари (медіана — 77 266). За межею бідності перебувало 4,4 % осіб, у тому числі 2,7 % дітей у віці до 18 років та 7,8 % осіб у віці 65 років та старших.
Цивільне працевлаштоване населення становило 620 осіб. Основні галузі зайнятості: освіта, охорона здоров'я та соціальна допомога — 25,8 %, будівництво — 12,3 %, виробництво — 10,3 %, фінанси, страхування та нерухомість — 8,4 %.